# Oradour-Saint-Genest
Oradour-Saint-Genest è un comune francese di 458 abitanti situato nel dipartimento dell'Alta Vienne nella regione della Nuova Aquitania.

## Società

### Evoluzione demografica
Abitanti censiti